# Анна София фон Изенбург-Бирщайн
Анна София фон Изенбург-Бирщайн (на немски: Anna Sophia von Isenburg-Birstein; * 10 септември/10 ноември 1691 в Бирщайн; † 20 септември 1765) е графиня от Изенбург-Бюдинген-Бирщайн и чрез женитба графиня на Сайн-Витгенщайн-Сайн, господарка на Киршгартхаузен/Зандхофен до Манхайм.

## Произход
Тя е дъщеря на граф Вилхелм Мориц I фон Изенбург-Бирщайн (1657 – 1711) и първата му съпруга графиня Анна Амалия фон Изенбург-Бюдинген (1653 – 1700), дъщеря на граф Йохан Ернст фон Изенбург-Бюдинген и графиня Мария Шарлота фон Ербах-Ербах. Баща ѝ Вилхелм Мориц фон Изенбург-Бирщайн се жени втори път през 1700 г. за Анна Ернестина София фон Квернхайм († 1708) и трети път на 17 март 1709 г. за графиня Вилхелмина Елизабет фон Лайнинген-Дагсбург-Фалкенбург († 1733).
Анна София умира на 20 септември 1765 г. на 73 години.

## Фамилия
Анна София фон Изенбург-Бирщайн се омъжва на 9 ноември 1712 г. в Бирщайн за граф Филип Вилхелм фон Сайн-Витгенщайн-Сайн, господар на Киршгартхаузен (1688 – 1719), син на граф Карл Лудвиг фон Сайн-Витгенщайн-Сайн-Киршгартхаузен († 1699) и Анна Мета фон Брокдорф († 1718). Той умира на 6 май 1719 г. в Киршгартхаузен на 30 години. Те имат децата:
- Вилхелмина Анна Амалия фон Сайн-Витгенщайн (* 25 октомври 1714; † 9 септември 1774)
- Карл Филип Вилхелм фон Сайн-Витгенщайн (* 6 юни/16 юли 1716; † 28 януари 1720)
- Кристиан Ернст фон Сайн-Витгенщайн (* 13 юли 1718; † 1718)
- Георг Август фон Сайн-Витгенщайн (* 13 юли 1718; † 1741)